# Eleccions municipals de 2023 a Salou
Les eleccions municipals de 2023 a Salou van ser unes eleccions locals que es van celebrar el diumenge 28 de maig de 2023 a la ciutat de Salou, com a part de les eleccions municipals espanyoles, per a elegir els 21 regidors de l'Ajuntament de Salou. El sistema electoral fa servir la regla D'Hondt amb representació proporcional, llistes tancades i una barrera electoral del 5% dels vots.

## Sistema electoral
Les eleccions als ajuntaments a l'Estat espanyol estan fixades per celebrar-se el quart diumenge de maig cada quatre anys.
La votació per a l'assemblea local es basa en el sufragi universal, que comprèn tots els nacionals més grans de divuit anys, empadronats i residents al municipi de Salou i en ple ús dels seus drets polítics, així com els ciutadans europeus residents no nacionals i a aquells el país d'origen dels quals permeti als ciutadans espanyols votar a les seves pròpies eleccions en virtut d'un tractat. Els 21 regidors es trien mitjançant el mètode D'Hondt i una llista tancada de representació proporcional, i s'aplica a cada ajuntament una barrera electoral del cinc per cent dels vots vàlids, que inclou els vots en blanc.

## Candidatures
El 26 d'abril del 2023, la Junta Electoral de Zona de Tarragona va publicar les dotze candidatures oficials a Salou en el Butlletí Oficial de la Província de Tarragona (BOPT):
| Partit polític | Partit polític                                                                                             | Cap de llista                 | Llista de candidats |
| -------------- | --- | ----------------------------- | --- |
|                | Sumem per Salou - Partit dels Socialistes de Catalunya - Candidatura de Progrés (Sumen per Salou - PSC-CP) | Pere Granados Carrillo        | Llista 1. Pere Granados Carrillo 2. Yeray Moreno Macias 3. Julia Gómez Mesonero 4. Cristina Berrio Ortega 5. Beatriz Morer Pardos 6. Héctor Maíquez Forcada 7. Xavier Montalà Arribas 8. Noelia Izquierdo Monzón 9. Juan Antonio Brull Castell 10. Arantxa Rojí Escorihuela 11. Alex Savé Gasull 12. Raul Martin Nuñez 13. Ruben Roig Sala 14. Laura Martínez Fraga 15. Sara Jenkins Magriñá 16. Jordi Carbonell Silva 17. Charo García Caballero 18. Kevin Moreno Hidalgo 19. Cristina Muñoz García 20. Pedro Madrona Arancón 21. Jesús Barragán Pascual Suplents: Dámaso Antolín Mestres, Oriol Parra Navarro, Alejandro Hernandez Sancho, Genoveva Nikolova Marinova, Rosa Mª Plana Flores, Teresa García Leal, Milton Rolando Gomez Sandoval, María Teresa Caballero Balta, Antonia Tuset Perez, David Mecua Martínez |
|                | Esquerra Republicana de Catalunya - Acord Municipal (ERC - AM)                                             | Sebastià Domínguez Sáez       | Llista 1. Sebastià Domínguez Sáez 2. Elena Zhukova Marchenko (Ind.) 3. Marc Riverola Castellà 4. Sonia García Navarro (Ind.) 5. Marçal Curto Hoyos 6. Míriam Martínez Luque 7. Andrés Celiméndiz Celiméndiz (Ind.) 8. Sandra Zamora Juanpere (Ind.) 9. Khadim Kane Kane (Ind.) 10. Virgínia Susana Martínez Torres 11. Roger Amorós Boquet 12. Yolanda Balagué Ortiz (Ind.) 13. Vicente Macías Martín de Soto (Ind.) 14. Valeria Salvador Mironova (Ind.) 15. Víctor Riverola Armillas (Ind.) 16. Glòria Garriga Pujals 17. Antonio Serrano Sànchez 18. Carme Giral Morell 19. Joan Ramon Puigarnau Castelló 20. Judit Isabel Sáez Llambrich (Ind.) 21. Joan Josep Gabriel Mestre Suplents: Pilar Ferré Xatruch, Àngel Llorens Faneca, Aïda Pasqual Balagué (Ind.), Òscar Masip Ferré (Ind.), Esther Pascual Guasch (Ind.), Frank Miguel Quezada Quishpe, Diogop Cisse Guye (Ind.), Emili Arnau Cabanes, Belén Gamero Ramos (Ind.) |
|                | Vox (VOX)                                                                                                  | Ana Belen Rodriguez Ros       | Llista 1. Ana Belen Rodriguez Ros 2. Josefa Aguirre Clape 3. Paul Daniel Axinte Axinte 4. Manuel Soler Magaña 5. Maria Dolores Castro Ordóñez 6. Alfonso Joaquin Jimenez Delgado 7. Angel Manuel Rubio Cillan 8. Rafael Rodiguez Sanchez 9. Consuelo Ros Meroño 10. Mariela Guerra Gonzalez 11. Sergi Rodriguez Duran 12. Juan Carlos Garcia Infantes 13. Enriqueta Royo Herrero 14. Cristina Blazquez Castellnou 15. Maria Teresa Garces Garcia 16. Miguel Gomez Rodriguez 17. Candido Vicente Castillo Monforte 18. Maria Dolores Salmeron Guisado 19. Dimas Gomez Hernandez 20. Petra Blazquez Valdo 21. Juan Antonio Cerdan Lopez Suplents: Pedro Pedrajas Mena, Angelita Raquel Roldan Sanchez, Joaquin Ruiz Oliver |
|                | Partido Popular (PP)                                                                                       | Mario Garcia Vidal            | Llista 1. Mario Garcia Vidal 2. Marc Alarcon Peralta 3. German Rueda Rueda 4. Mª Jesus Fernandez Gomez 5. Pilar Alvarez De La Concha Ena 6. Carlos Miguel Bermejo Vidal 7. Victor Punzano Marin 8. Alicia Romero Moreno 9. Maria Luisa Lopez Labrador 10. Ana Viso Merino 11. Boyan Vladimirov Vladimirov 12. Mirta Raquel Lema Castiñeira 13. Isidoro Hernandez Barberan 14. Dilia Aidee Alvarez De La Concha Atehortua 15. Dionisio Alonso Garcia 16. Ovidio Jorge Carballo Fernandez 17. Itziar Benito Gonzalez 18. Joaquin Rodrigo Catalan 19. Maria Dolores Calle Lopera 20. Lourdes Trilla Claverias 21. Aurora Gomez Brancal Suplents: Ana Raspall Bernaus, Martin Sanchez Erena, Raul Garcia Raspall |
|                | Sempre Salou - Ara Pacte Local (ARA PL)                                                                    | Marc Montagut Prats           | Llista 1. Marc Montagut Prats 2. Eduardo Abenojar Bonilla 3. Sonia Gonzalvez Garcia 4. Alfred Perez Roca 5. Nastasia Marele 6. Pablo Perez Sierra 7. Marcelina Godoy Bermejo 8. Xavier Román Rubí 9. Jose Javier Beamud Domenech 10. Carmen Cardenas Caceres 11. Sandra Bo Lopez 12. Juan Manuel Bonilla Murtra 13. Miguel Jose Sanchez Camacho 14. Sandra Rubí Escobedo 15. Dilip Goklani Goklani 16. Alex Kornetskyy Kornetska 17. Mariana Bonilla Murtra 18. Marc Rivera Bobet 19. Teresa Maria Beyer Geb Mosquera Pages 20. Patricia Dora Baldomar Gomez 21. Salvador Aguilar Mas Suplents: Maria Luisa Molinero Burillo, Amador Pastor Morales, Irmina Llauradó Bros, José Aguiló Figueras, Joan Mestres Vidal, Jose Roldan Santiesteban, Nuria Gijon Galan, José Blas Giménez Valiente, Mbaye Thiam Diaw, Lidia Eligia Gomez Cruz                                                                                            |
|                | Unidos Salou Acció Plural (USAP)                                                                           | Ignacio Durán Francisco       | Llista 1. Ignacio Durán Francisco 2. Andréu Giménez Fort 3. Antoni Pinyol Cort 4. Laia Palleja Tomás 5. Gemma Giménez Papiol 6. Jonathan Andrew Hernandez Eades 7. Elexi Jessenia Mieles Bohorquez 8. Alicia Farre Alentorn 9. Jefferson Javier Cely Martinez 10. Herminia Martí Arbós 11. Raymond Kwakuappoh Akunaana 12. Lucina Emiliana Sanchez Vizcaino 13. Elvira Nathaly Perez Cruz 14. Cristina Piñol Blasi 15. Rafael Bienvenido Taveras Pimentel 16. José Geli Pijuan 17. Nicauris Cueto Álvarez 18. Dario García Calatayud 19. Junior Almonte Almonte 20. Maria del Mar Caro Portero 21. Mario Castillo Cabrera Suplents: José Ramiro Jiménez Padilla |
|                | Ciudadanos - Partido de la Ciudadania (Cs)                                                                 | Sergio Susin Gonzalez         | Llista 1. Sergio Susin Gonzalez 2. Maria Dolores Lopez Labrador (Ind.) 3. Diego Arjona Rey 4. Orlando de Jesus Bonett Rodriguez (Ind.) 5. Natalia Cabezudo Diago (Ind.) 6. Isabel Torrado Hernández 7. Marc Herbert Frank Aguilera (Ind.) 8. Carlos Perez Criado 9. Rafael Nievas Leon 10. Cristina Agredano García (Ind.) 11. Manuel Feliz Labour (Ind.) 12. Silvia Torres Nieto (Ind.) 13. Juan Royes Larroya (Ind.) 14. Celine Tifany Dumeunier Agredano (Ind.) 15. Francesc - Albert Raiteri Velasco (Ind.) 16. Pedro Sigles Cachinero 17. Liskaury Melissa Fermin Pimentel (Ind.) 18. Javier Sobrevia Lopez 19. Cesar Antonino Sauras Perez 20. Lisber Del Carmen Mercedes Sanchez (Ind.) 21. Felix Fernando Perez Sancho Suplents: Ascension Martinez Cortes (Ind.) |
|                | Junts per Salou - Compromís Municipal (CM)                                                                 | Martina Fourrier Martínez     | Llista 1. Martina Fourrier Martínez 2. Gerard Isern Sabadi (Ind.) 3. Núria Roure Ambou (Ind.) 4. Ignasi Oliva Barberà (Ind.) 5. Joan Albert Badia Fuentes (Ind.) 6. Enric Pascual Poy (Ind.) 7. Enric Català Castro 8. Adelaida Campaña Sola (Ind.) 9. Agustina Meana Sargniotti (Ind.) 10. Cristina Gelonch Roure (Ind.) 11. Jordi Rubio Barris 12. Rosa Maria Casado Fortuny (Ind.) 13. Maria Teresa Giralt Civit 14. Maria Cruz Lopez Alvarez 15. Enric Señan Homedes (Ind.) 16. Max Hausmann Punsola (Ind.) 17. Maria Carmen Boada Caballe (Ind.) 18. Mohammed Daoud Omar Mohamed 19. Rosa Maria Solà Mir (Ind.) 20. Benet Presas Sureda 21. Teresa Rosell Gairoles (Ind.) Suplents: Maria de la Caridad Castro Salomo, Andres Mestres Cervelló, Sabrina Francisca Martinez Vandenabeele (Ind.), Daniel Punsola Solé (Ind.) |
|                | Salou en Comú Podem - Confluència (SECP-C)                                                                 | Jose Luis Ballesteros Cozar   | Llista 1. Jose Luis Ballesteros Cozar 2. Maria de Lourdes Figueroa Hurtado 3. Jaime Selva Royo 4. Natalia Suarez Sanchez 5. Uvalnet Fabricio Figueroa Hurtado 6. Cecilia Moncayo Moncayo 7. Carlos Andres Cardenal 8. Maria Concepción Rizo Gelonch 9. Marc Clotet Galobart 10. Jacinta Mercedes Hurtado Arguello 11. Carlos Eduardo Acosta Ramirez 12. Cristina Salvado Fontsere 13. Javier Muñoz Buil 14. Anm Shirley Ramirez Tapia 15. Esteve Alaña Vaque 16. Vanesa Garcia Garcia 17. Vicente Edgar Espinoza Gaona 18. Katty Alexandra Espinoza Soto 19. Pedro Rivilla Ruiz 20. Silvia Cornea 21. Manuel Casans Paños |
|                | Convergents (CNV)                                                                                          | Alvaro Ferré Gallardo         | Llista 1. Alvaro Ferré Gallardo 2. Jessica Lopez Pascual 3. Eveli Marti Rivera 4. Karina Alejandra Carrizo Moyano 5. Isabel Jiménez Guevara 6. Awa Gueye Thiam (Ind.) 7. Francisco Duran Millan 8. Christian Walter Marckh (Ind.) 9. Jose Luis Adria Peris 10. Margaret Low (Ind.) 11. Arnau Ferré Barrachina (Ind.) 12. Mercedes Ceníoira Varela (Ind.) 13. Cristian Renuncio Mondragon 14. Montse Ignacia Negrete Farfan (Ind.) 15. Juan Vicens Serrano 16. Lourdes Agramunt Vidal 17. Pol Durán Hurtado (Ind.) 18. Rosa Vallcaneras Jiménez 19. Francis Marcel A. Masset 20. Sonia Ferré Barrachina 21. Francisco Javier Barrachina Viladro Suplents: Jose Antonio Minaya Picazo, Antonio Patiño Fernandez (Ind.), Maria Pineda Ferré Gallardo (Ind.), Ana Barrachina Perpiña (Ind.), Jorge Artigau Alcaraz, Maria Jose Loos Maynou                                                                                             |
|                | Valents (Valents)                                                                                          | Francisco Manuel Moreno Gomez | Llista 1. Francisco Manuel Moreno Gomez 2. Montserrat Montcusi Cardona 3. Jose Segura Sola 4. Daniel Obis Jabalera 5. Isabel Maria Bargallo Martinez 6. Miguel Peña Cameros 7. Davinia Mesa Gonzalez 8. Jorge Arnedo Serrano 9. Natalia Pena Montcusi 10. Olga Soledad Cabrera Tapia 11. Jimmy Leonidas Chaguay Maigua 12. Yolanda Lopez Jurado 13. Evelyn Moreno Gomez 14. Francisco Martinez Medina 15. Manuel Vidal Gomez Ruiz 16. Javier Romero Gonzalez 17. Coronada Gonzalez Fernandez 18. Antonia Gomez Carrasco 19. Maria Dolores Llusa Garriga 20. Mohamed Boussefdaouen Lahnachi 21. Maria del Mar Lanau Gistau Suplents: Manuel Moreno Fernandez |
|                | Assemblea per Tarragona (A per TGN)                                                                        | Juan Ramon Martin Menoyo      | Llista 1. Juan Ramon Martin Menoyo 2. Herminia Marti Piñol 3. Ruben Martinez Guirao (Ind.) 4. Patricia Garcia Garcia (Ind.) 5. Francisco Javier Frances Aurin (Ind.) 6. Ramon Alonso Consuegra (Ind.) 7. Maria Asuncion Fernandez Salgado 8. Jose Antonio Diaz Rodrigo 9. Leonarda Pelaez Camacho 10. Pilar Garcia Perez 11. Francisco de Mateu Serrat (Ind.) 12. Misericordia Segarra Sugrañes (Ind.) 13. Laura Carrillo Segarra (Ind.) 14. Marcos Torcal Garcia (Ind.) 15. Susana Garcia del Rio (Ind.) 16. Montserrat del Rio Alvarez (Ind.) 17. Antonio Felix Motes Perez (Ind.) 18. Francisco Javier Garcia Felez (Ind.) 19. Carlos Aguilar-Tablada Masso (Ind.) 20. Maria Carmen Espriu Castro (Ind.) 21. Juan Ramon Romero Medina (Ind.) Suplents: Antonia Camacho Pelaez, Maribel Subirats Masso |

## Votació
El dia 28 de maig del 2023, les 16.966 persones que conformen l'electorat de Salou foren cridades a les urnes en alguna de les meses dels cinc col·legis electorals.

## Resultats
Pere Granados, el candidat de Sumem per Salou-PSC-CP torna a guanyar les eleccions, amb 8 escons i quasi un 30% dels vots.
Per primer cop, el partit d'extrema dreta Vox entra al consistori i en guanya tres. En canvi, Ciutadans perd els quatre escons que van guanyar en les últimes eleccions.